# 加藤初夫
加藤 初夫（かとう はつお、1892年（明治25年）12月 - 1975年（昭和50年））は、日本の内務官僚。官選福井県知事。

## 経歴
大分県出身。加藤栗太郎の長男として生まれる。1917年、明治大学法学部を卒業。1918年、内務省に入省し兵庫県属となる。1922年11月、文官高等試験行政科試験に合格した。
以後、大分県直入郡長、同日田郡長、大分県・徳島県・鹿児島県各勤務、宮崎県書記官・学務部長、島根県書記官・学務部長、佐賀県総務部長、山口県総務部長、東京府書記官・学務部長などを歴任し、1941年、新潟県内政部長に就任。
1943年7月、福井県知事に就任。戦時下の対応に尽力。1945年4月21日、依願免本官となり退官した。戦後に公職追放となる。
その後、大分県社会福祉協議会会長、大分県公安委員長などを務めた。